# Ökológiai fülke
Az ökológiai fülke vagy niche (ejtsd nis)  olyan tényezők együttese, avagy kölcsönhatása, aminek köszönhetően bizonyos fajok és populációk életben tudnak maradni, azaz nem pusztulnak el és nem kerülnek a kihalás veszélyébe.
Vagy bonyolultabban fogalmazva a niche környezeti tényezők tengelyei által meghatározott sokdimenziós absztrakt térnek azon része, melyben a populáció fennmaradni képes. A környezeti tényezők olyan paraméterek, melyek hatással vannak a populáció növekedésére. A topográfiai tér és az idő nem ilyenek, tehát nem niche-dimenziók. A niche szigorúan absztrakt térben értelmezhető fogalom. A környezet a valós térben allokálódott niche.

## Hutchinsoni niche-fogalom
- Vegyük fel egy populáció szempontjából környezeti tényezők optimumgörbéit. Tetszőleges számú környezeti tényezőt figyelembe vehetünk.
- Ezek a környezeti tényezők a niche tér dimenziói
- A niche a niche-tengelyek által meghatározott hipertér azon része, ahol mindegyik optimumgörbe lehetővé teszi a populáció fennmaradását

## Fundamentális/fiziológiai/élettani és realizált niche
Ha az előbb leírt módon meghatározott niche-t a fiziológiai optimum görbékből szerkesztjük, akkor a fundamentális niche-nek nevezzük az eredményt. Ezt hívhatjuk prekompetitív niche-nek is. A realizált niche-t az ökológiai optimumgörbék határozzák meg. Ezt posztkompetitívnek nevezzük, mert figyelembe veszi, hogy a közösség más populációi a kompetíció során kiszorítják a vizsgált populációt az egyes niche-tengelyek bizonyos szakaszairól.